# 连丰村
连丰村，是重庆市长寿区双龙镇下辖的一个行政村级行政单位。 